# 18918 Nishashah
18918 Nishashah (2000 OB50) là một tiểu hành tinh vành đai chính được phát hiện ngày 31 tháng 7 năm 2000 bởi nhóm nghiên cứu tiểu hành tinh gần Trái Đất phòng thí nghiệm Lincoln ở Socorro. Nó được đặt tên theo Nisha Shah, một trong những người giành Giải thưởng Khoa học và Kỹ thuật Intel 2003, đến từ Lecanto, Florida, Hoa Kỳ.